# بقية كاليفورنية
بقية كاليفورنية أو زهرة البق الكاليفورنية (الاسم العلمي:Coreopsis californica) هو نوع نباتي يتبع جنس البقية من فصيلة النجمية.